# Хордзена
Хордзена (урарт. Katarza или Quturza, др.-греч. Χορσηνή (Страбон); вероятно, также др.-греч. Κοταρζηνή (Птолемей); груз. ხოლარძენე; арм. Խորձյան; лат. Chorzianene (Прокопий)) — историческая область, расположенная к северо-западу от Великой Армении, изначально принадлежавшая иберам. Центром был город, который после X века известен под именем Карс.
По другой версии, выдвинутой Й. Марквартом, Хордзена это искаженная форма «Холарзене» — «Каларзене», которое соответствует с Кларджети в бассейне реки Чороха. Однако эта версия отвергается другими учеными, такими как П. Ингороква, Я. Манандян, С. Джанашия, Т. Каухчишвили  и Д. Мусхелишвили.
Также существует предположение, связывающее Хордзену или Кларджети с Катарза или Кутурза из более ранних урартских записей.
Согласно некоторым источникам, Хордзена (Хордзян) располагалась к южнее верхнего течения реки Евфрата.